# 迈克·丹西斯
米克利斯·“迈克”·丹西斯（英語：Miķelis "Mike" Dancis，1939年9月10日—2020年1月29日），出生于拉脱维亚里加，澳大利亚篮球运动员。他代表澳大利亚参加了1964年夏季奥运会男子篮球比赛。
2020年1月29日病逝，享壽80歲。